# Колпаков, Николай Викторович
Никола́й Ви́кторович Колпако́в (род. 21 мая 1955) — советский и российский военный лётчик-испытатель. Герой Российской Федерации (1996), полковник.

## Биография
Николай Колпаков родился 21 мая 1955 года в станице Сторожевая (ныне — Зеленчукский район Карачаево-Черкесии). В 1972 году он окончил среднюю школу. В том же году он был призван на службу в Советскую Армию. В 1976 году Колпаков окончил Сызранское военное авиационное училище лётчиков, после чего шесть лет служил лётчиком-инструктором 851-го учебного авиаполка.
В 1983 году Колпаков окончил Центра подготовки лётчиков-испытателей в Ахтубинске, после чего год служил лётчиком-испытателем военной приёмки Улан-Удинского авиазавода, участвовал в испытаниях вертолётов «Ми-8» и «Ми-9». В 1984 году Колпаков был переведён лётчиком-испытателем ГК НИИ ВВС, позднее стал там же начальником управления. Осваивал и участвовал в испытаниях практически всех вертолётов, стоявших на вооружении в Советской Армии и Вооружённых Силах Российской Федерации, а также освоил самолёты «Як-52», «Л-39», «Л-410», «Ан-26» и «Як-30». Позднее переведён в 929-й ГЛИЦ в Ахтубинске, где одним из первых испытывал вертолёты «Ка-50» («Чёрная акула»).
Указом Президента Российской Федерации от 20 июля 1996 года за «мужество и героизм, проявленные при испытаниях новой авиационной техники в условиях, сопряженных с риском для жизни» полковник авиации Николай Колпаков был удостоен высокого звания Героя Российской Федерации с вручением медали «Золотая Звезда».
Заслуженный военный лётчик Российской Федерации. Лётчик-испытатель 1 класса. Мастер спорта по вертолётному спорту. Награждён орденом Красной Звезды и рядом медалей.
В запасе по достижении предельного возраста нахождения на военной службе.